# Odontoptera carrenoi
Odontoptera carrenoi är en insektsart som beskrevs av Victor Antoine Signoret 1849. Odontoptera carrenoi ingår i släktet Odontoptera och familjen lyktstritar. Inga underarter finns listade i Catalogue of Life.

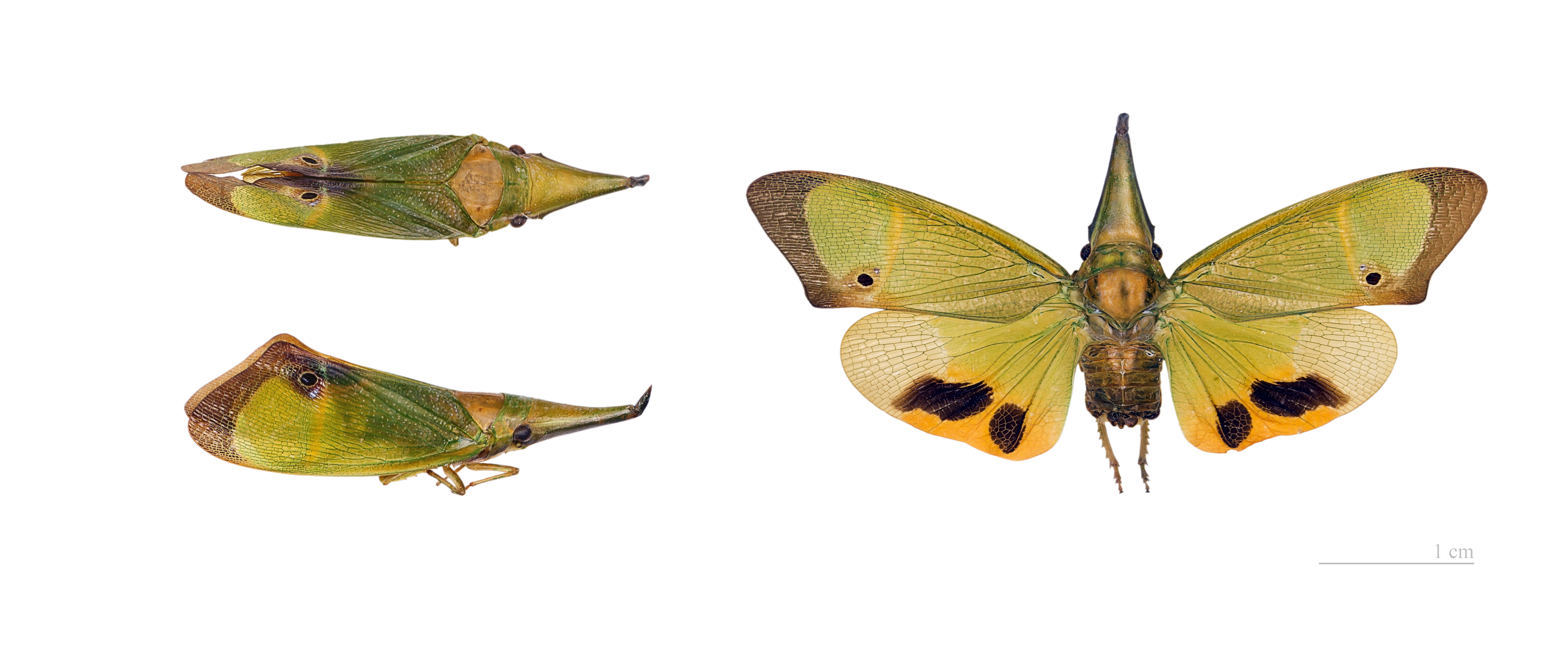